# Kando
Kando è un dipartimento del Burkina Faso classificato come comune, situato nella provincia  di Kouritenga, facente parte della Regione del Centro-Est.
Il dipartimento si compone del capoluogo e di altri 21 villaggi: Bagwokin, Bissiga, Bougrétenga, Guirgo, Hamidin, Ibga, Kampelsezougou, Kiongo, Kodé-Mendé, Lelkom, Mobèga, Nabnongomzougo, Neem, Nigui, Pissi, Poessin, Salagin, Soalga, Tankoemsé, Tansèga e Yargo.